# Cunonia purpurea
Cunonia purpurea là một loài thực vật có hoa trong họ Cunoniaceae. Loài này được Brongn. & Gris mô tả khoa học đầu tiên năm 1862.